# Hôtel Saint-Pierre (Le Mont-Saint-Michel)
L'hôtel Saint-Pierre est un monument situé au Mont-Saint-Michel, en France.

## Localisation
Le monument est situé dans le département français de la Manche, sur la commune du Mont-Saint-Michel.

## Historique
L'édifice est daté d'avant le début du XVIIIe siècle.
L'édifice est classé au titre des monuments historiques depuis le 4 avril 1938.